# Énergie en Turquie
L'énergie en Turquie était principalement fournie en 2023 par les combustibles fossiles : pétrole : 32,9 %, gaz naturel : 24,9 %, charbon : 23,6 %, soit au total 81,3 % de la consommation d'énergie primaire ; ces combustibles étaient importés à 83,7 % en 2022.
La consommation d'énergie primaire par habitant en Turquie en 2023 était supérieure de 6 % à la moyenne mondiale, mais inférieure de 39 % à celle de la France et de 40 % à celle de l'Allemagne.
L'électricité couvrait 21,1 % de la consommation finale d'énergie en 2021 ; elle était issue en 2023 en majorité de la production thermique fossile : 57,5 %, surtout du charbon : 36,1 % et du gaz naturel : 21,2 % ; les énergies renouvelables assuraient 42 % de la production : centrales hydroélectriques 19,5 %, énergie éolienne 10,4 %, énergie solaire photovoltaïque 6,2 %, centrales géothermiques 3,3 %, biomasse 2,6 %.
La production hydroélectrique de la Turquie se classe en 2023 au 12e rang mondial avec 1,5 % du total mondial ; la puissance installée de ses centrales hydroélectriques est au 9e rang mondial avec 2,3 % du total mondial. La Turquie se classe en 2023 au 11e rang mondial pour sa production d'électricité éolienne et au 15e rang mondial pour la production d'électricité de ses centrales solaires.
La Turquie étant en forte croissance, ses besoins énergétiques augmentent rapidement : +199 % entre 1990 et 2022. Pour répondre à cette forte demande, Ankara a lancé plusieurs grands projets :
- le Projet d'Anatolie du Sud-Est inclut la construction de 19 centrales hydroélectriques ;
- la loi sur la géothermie a permis de multiplier par vingt la puissance installée des centrales géothermiques entre 1990 et 2015, et les projets en cours pourraient encore la quadrupler ;
- le Programme national de développement de la technologie nucléaire, lancé en 2007 par le TAEK (Institut turc à l'énergie atomique), prévoyait alors de porter la part de l'énergie nucléaire dans la production nationale d'électricité à un minimum de 8 % en 2020 et de 20 % en 2030 ; la mise en service de la centrale nucléaire d'Akkuyu était prévue en 2023 ; la construction des 4 réacteurs, de 1 200 MW chacun, a commencé en 2018, 2020, 2021 et 2022 ;
- le Plan d'action national pour l'énergie renouvelable publié en 2013 fixait l'objectif de porter la part des énergies renouvelables dans la production d'électricité de 29 % en 2013 à 38 % en 2023.

Les émissions de CO2 liées à l'énergie en Turquie par habitant en 2022 étaient supérieures de 3 % à la moyenne mondiale et de 9 % à celle de la France, mais inférieures de 39 % à celle de l'Allemagne.

## Vue d'ensemble
| Principaux indicateurs de l'énergie en Turquie                                                                                                 | Principaux indicateurs de l'énergie en Turquie | Principaux indicateurs de l'énergie en Turquie | Principaux indicateurs de l'énergie en Turquie | Principaux indicateurs de l'énergie en Turquie | Principaux indicateurs de l'énergie en Turquie | Principaux indicateurs de l'énergie en Turquie |
| --- | ---------------------------------------------- | ---------------------------------------------- | ---------------------------------------------- | ---------------------------------------------- | ---------------------------------------------- | ---------------------------------------------- |
| | Population                                     | Consomm. énergie primaire                      | Produc- tion                                   | Importa- tion nette                            | Consomm. élect.*                               | Émissions GES**                                |
| Année | Million                                        | PJ                                             | PJ                                             | PJ                                             | TWh                                            | Mt CO2éq                                       |
| 1990 | 55,1                                           | 2 154                                          | 1 040                                          | 1 163                                          | 50                                             | 133,4                                          |
| 2000 | 64,1                                           | 3 194                                          | 1 105                                          | 2 121                                          | 105                                            | 205,7                                          |
| 2010 | 73,1                                           | 4 426                                          | 1 324                                          | 3 179                                          | 180                                            | 272,3                                          |
| 2015 | 78,2                                           | 5 393                                          | 1 326                                          | 4 338                                          | 229                                            | 322,9                                          |
| 2016 | 79,3                                           | 5 724                                          | 1 512                                          | 4 424                                          | 244                                            | 343,0                                          |
| 2017 | 80,3                                           | 6 147                                          | 1 544                                          | 4 867                                          | 262                                            | 382,8                                          |
| 2018 | 81,4                                           | 6 037                                          | 1 690                                          | 4 578                                          | 273                                            | 378,6                                          |
| 2019 | 82,6                                           | 6 134                                          | 1 913                                          | 4 429                                          | 272,0                                          | 370,2                                          |
| 2020 | 83,4                                           | 6 151                                          | 1 853                                          | 4 388                                          | 276,7                                          | 369,9                                          |
| 2021 | 84,1                                           | 6 675                                          | 1 965                                          | 4 814                                          | 301,9                                          | 404,7                                          |
| 2022 | 85,0                                           | 6 436                                          | 2 053                                          | 4 734                                          | 299,6                                          | 378,8                                          |
| variation 1990-2022 | +54 %                                          | +199 %                                         | +97 %                                          | +221 %                                         | +499 %                                         | +203 %                                         |
| * consommation brute d'électricité = production+importations-exportations-pertes en ligne ** émissions de gaz à effet de serre par combustion. |                                                |                                                |                                                |                                                |                                                |                                                |

## Production d'énergie primaire
| Source                                                   | 1990 | %    | 2000  | %    | 2010  | %    | 2020  | %    | 2022  | % 2022 | var. 2022/1990 |
| Charbon                                                  | 477  | 45,9 | 545   | 49,3 | 701   | 52,9 | 628   | 33,9 | 684   | 33,3 % | +43 %          |
| Pétrole                                                  | 151  | 14,6 | 114   | 10,3 | 111   | 8,4  | 137   | 7,4  | 153   | 7,5 %  | +1 %           |
| Gaz naturel                                              | 7    | 0,7  | 22    | 2,0  | 24    | 1,8  | 15    | 0,8  | 13    | 0,6 %  | +79 %          |
| Total fossiles                                           | 635  | 61,1 | 682   | 61,7 | 835   | 63,1 | 781   | 42,1 | 851   | 41,4 % | +34 %          |
| Hydraulique                                              | 83   | 8,0  | 111   | 10,1 | 186   | 14,1 | 281   | 15,2 | 242   | 11,8 % | +190 %         |
| Biomasse-déchets                                         | 302  | 29,0 | 272   | 24,6 | 190   | 14,3 | 158   | 8,5  | 219   | 10,7 % | -28 %          |
| Éolien, géoth., solaire                                  | 19   | 1,9  | 40    | 3,7  | 113   | 8,5  | 633   | 34,2 | 742   | 36,1 % | +3746 %        |
| Total EnR                                                | 404  | 38,9 | 424   | 38,3 | 489   | 36,9 | 1 073 | 57,9 | 1 203 | 58,6 % | +198 %         |
| Total                                                    | 404  | 100  | 1 105 | 100  | 1 324 | 100  | 1 853 | 100  | 2 053 | 100 %  | +97 %          |
| Source des données : Agence internationale de l'énergie. |      |      |       |      |       |      |       |      |       |        |                |

La production d'énergie primaire de la Turquie ne couvre que 31,9 % de sa consommation intérieure : 73,6 % sont importés, dont 3 % alimentent la consommation des transports internationaux. Les combustibles fossiles sont importés à 83,7 %.

### Charbon

le pays importe plus de la moitié du charbon qu'il utilise

Les réserves prouvées récupérables de charbon de la Turquie étaient estimées par l'Agence fédérale allemande pour les sciences de la terre et les matières premières (BGR) à 550 Mt (millions de tonnes) fin 2022, soit 0,07 % des réserves mondiales de charbon, et ses ressources ultimes à 786 Mt. Ces réserves représentent 393 ans de production au rythme de 2022 : 1,4 Mt. Celles de lignite sont estimées à 10 975 Mt, soit 3,4 % des réserves mondiales de lignite, au 6e rang mondial. Elles représentent 136 ans de production au rythme de 2022 : 80,9 Mt (5e rang mondial). Les ressources ultimes de lignite de la Turquie sont estimées à 5 284 Mt, soit 0,1 % du total mondial, au 20e rang mondial.
La production de charbon et lignite de la Turquie en 2023 est estimée par l'Energy Institute à 66,4 Mt, soit 0,58 EJ, en recul de 29,7 % par rapport à 2022. Elle avait reculé de 0,65 EJ en 2013 à 0,54 EJ en 2015 avant de remonter à 0,83 EJ en 2022.
En 2022, la production de charbon de la Turquie atteignait 684 PJ, en progression de 43 % par rapport à 1990. Elle couvrait 42,3 % de la consommation du pays ; les importations s'élevaient à 988 PJ. En 2021, 58 % de la consommation était consacrée à la production d'électricité ; la consommation finale de 538 PJ se répartissait entre l'industrie (66 %), le tertiaire (27 %) et le secteur résidentiel (7 %).

### Pétrole
Les réserves de pétrole prouvées et économiquement récupérables de la Turquie sont estimées par l'Agence fédérale allemande pour les sciences de la terre et les matières premières (BGR) fin 2022 à 50 Mt (millions de tonnes), et les ressources potentielles supplémentaires à 980 Mt ; la production cumulée jusqu'à 2022 atteint 170 Mt : la Turquie a donc déjà très largement entamé ses ressources ; au rythme de la production actuelle, soit 3,4 Mt en 2022, les réserves seraient épuisées en 15 ans ; elles ont cependant été revues en hausse de 16 % depuis 2010.
En 2022, la Turquie a produit 153 PJ de pétrole, en hausse de 1 % par rapport à 1990 ; cette production ne couvre que 8,3 % de sa consommation intérieure ; elle a importé 1 451 PJ de pétrole brut et 840 PJ de produits pétroliers, et exporté 396 PJ ; au total ses importations nettes représentent 102,5 % de sa consommation intérieure de 1 848 PJ, les soutes internationales absorbant 193 PJ.
En 2023, la Turquie a consommé 1 136 kb/j (milliers de barils par jour), soit 2,30 EJ (exajoules) de pétrole et produits pétroliers, en hausse de 5,4 % en 2023 et de 55 % depuis 2013. Elle représente 1,2 % de la consommation mondiale.
Seul État membre de l’OTAN à ne pas appliquer les sanctions contre la Russie, la Turquie, au premier semestre 2022, achète deux fois plus de pétrole à la Russie que l’année précédente, rejoignant des pays comme l’Inde et la Chine, qui profitent du fait que Moscou cherche d’autres débouchés pour obtenir des prix réduits.

#### Oléoduc Bakou-Tbilissi-Ceyhan

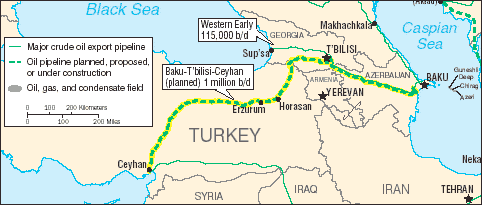
Tracé de l'oléoduc Bakou-Tbilissi-Ceyhan

L'oléoduc Bakou-Tbilissi-Ceyhan, qui part de l'Azerbaïdjan pour atteindre le port méditerranéen de Ceyhan, en Turquie, a été inauguré en 2005.

### Gaz naturel
Les réserves de gaz naturel prouvées récupérables de la Turquie sont évaluées par BGR fin 2022 à 3 Gm3 (milliards de mètres cubes), et les ressources potentielles supplémentaires à 1 653 Gm3 ; la production cumulée jusqu'à 2022 atteint 17 Gm3 : la Turquie a donc très largement entamé ses réserves ; au rythme de la production actuelle (0,4 Gm3 en 2022), les réserves prouvées seraient épuisées en 7 ans ; elles ont été réévaluées en baisse de moitié depuis 2010, mais les ressources potentielles ont été réévaluées en hausse de 82 %.
En 2023, la Turquie a consommé 48,4 Gm3 (milliards de mètres cubes) de gaz naturel, soit 1,74 EJ (exajoule), en baisse de 5,5 % en 2023, mais en hausse de 10 % depuis 2013. Elle représente 1,2 % de la consommation mondiale. Ses importations par méthaniers sous forme de gaz naturel liquéfié (GNL) ont atteint 14,8 Gm3, en baisse de 2,3 % en 2023, mais en progression de 151 % depuis 2013 ; elles proviennent en particulier d'Algérie pour 6,1 Gm3, des États-Unis pour 3,8 Gm3, de Russie pour 1,4 Gm3, d'Égypte pour 1,3 Gm3 et du Nigeria pour 0,5 Gm3. Les importations de l'Europe par gazoducs ne sont pas détaillées par pays par l'Energy Institute.
La Turquie a produit 13,1 PJ de gaz naturel en 2022, production en progression de 79 % par rapport à 1990, mais qui couvre seulement 0,7 % de la consommation de gaz du pays ; le reste, soit 1 864 PJ, est importé. Le gaz naturel a été utilisé en 2021 à 30,3 % pour produire de l'électricité et 4 % pour la cogénération (production combinée de chaleur et d'électricité) ; la consommation finale de gaz, soit 1 250 PJ en 2021, se répartit entre 37 % pour l'industrie, 46 % pour les ménages et 13 % pour le tertiaire.
Les importations nettes de gaz naturel de la Turquie la classent au 6e rang mondial en 2022 avec 1,86 EJ.
La Turquie a consommé 60 Gm3 de gaz en 2021 ; elle est dépendante à environ 45 % de la Russie pour son approvisionnement. Le gazoduc TurkStream, inauguré en 2020, est immergé sous la mer Noire et livre le gaz russe à Kiyiköy, au nord-ouest d'Istanbul. Sa capacité est de 30 Gm3, destinés à la Turquie et aux pays des Balkans. La Russie exporte aussi son gaz en Turquie depuis le début des années 2000 par le gazoduc Blue Stream, également sous la mer Noire, d'une capacité annuelle de 16 Gm3. La Russie a proposé en octobre 2022 de créer en Turquie un « hub gazier » par lequel pourraient transiter les exportations russes, après l'arrêt des gazoducs Nord Stream 1 et 2, mais il est peu probable que les entreprises capables de construire ce genre de gazoduc se risquent pas à s'engager dans un tel projet malgré les sanctions contre la Russie. La Turquie a commencé à exploiter un premier gisement de gaz naturel en mer Noire, à 170 km du rivage ; sa production devrait s'élever à 10 Gm3 au premier trimestre 2023, pour atteindre un pic de production en 2026 ; elle prospecte également depuis plusieurs années en Méditerranée orientale, entrant en conflit avec la Grèce et Chypre sur la définition de leurs frontières maritimes.
Ses importations par gazoducs ont atteint 31,3 Gm3 en 2019, dont 14,6 Gm3 (47 %) en provenance de Russie, 9,2 Gm3 (29 %) d'Azerbaïdjan et 7,4 Gm3 (24 %) d'Iran.
Le président Recep Tayyip Erdogan annonce le 21 août 2020 la découverte d'un gisement de 320 milliards de m3 de gaz naturel en mer Noire. Il espère un démarrage de la production dès 2023 pour réduire la dépendance énergétique de la Turquie, mais cet objectif est jugé ambitieux car les réserves doivent encore être confirmées et l'exploitation du champ en eaux profondes s'annonce complexe,.

#### Gazoducs

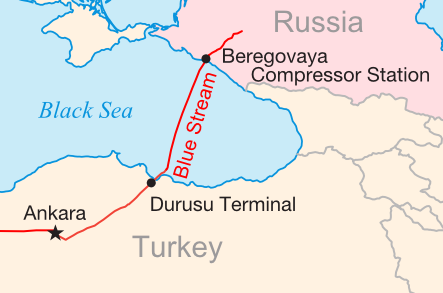
Gazoduc Blue Stream.

Le gazoduc Blue Stream alimente depuis 2003 la Turquie et l'Europe à partir de la Russie à travers la mer Noire.

Tracé du Turkish Stream et du Tesla Pipeline avec les pays fournisseurs et clients.

Le projet Turkish Stream devait également alimenter Istanbul, puis l'Europe, en traversant la mer Noire ; il a été annulé le 26 novembre 2015 à la suite de la destruction d'un chasseur russe par l'aviation turque. Il avait lui-même remplacé le projet South Stream qui devait relier la Russie à l'Europe occidentale en traversant la mer Noire ; Gazprom avait annoncé en décembre 2014 l'abandon de ce projet.
À la suite des améliorations des relations bilatérales russo-turques, le projet reprend à partir d'août 2016, et s'achève en 2019.
Le projet de gazoduc Nabucco devait relier l'Iran à l'Europe centrale en traversant la Turquie. Mais de nombreuses péripéties l'ont jusqu'ici empêché d'aboutir.

### Géothermie
Des études ont identifié 225 champs géothermiques exploitables à échelle commerciale et environ 2000 ressources en eau chaude et minérale (sources et puits) dont les températures s'étalent entre 20 et 287 °C ; 1200 forages géothermiques d'exploration, de production et de réinjection ont été creusés en Turquie. 16 réseaux de chauffage urbain utilisent des ressources géothermiques pour desservir 77 453 résidences. L'utilisation pour les serres atteint 3 Mm2 (millions de m²) dans six zones situées surtout à l'ouest du pays, en particulier pour la production de tomates destinées surtout à l'exportation vers la Russie (60 %) et l'Europe (20 %). Les usages balnéaires des eaux chaudes profitent à 16 millions de personnes par an, dont le site touristique de Pamukkale. Les pompes à chaleur géothermiques se développent dans des centres commerciaux, des hôtels et l'aéroport Sabiha Gokcen d'Istanbul. Les usages directs (hors production d'électricité) totalisent 45 126 TJ/an en 2015, dont 19 106 TJ/an pour les bains et piscines, 11 580 TJ/an pour les serres, 8 885 TJ/an pour le chauffage urbain, 4 635 TJ/an pour le chauffage individuel, 960 TJ/an pour les pompes à chaleur.

## Consommation intérieure d'énergie primaire
L'Energy Institute estime la consommation d'énergie primaire de la Turquie à 7,00 EJ en 2023, soit 1,1 % de la consommation mondiale. Elle se répartit en 81,3 % de combustibles fossiles (pétrole : 32,9 %, gaz naturel : 24,9 %, charbon : 23,6 %) et 18,7 % d'énergies renouvelables, dont 8,6 % d'hydroélectricité. La consommation d'énergie primaire par habitant est estimée à 81,6 GJ en 2023, en hausse de 23 % depuis 2013, supérieure de 6 % à la moyenne mondiale (77 GJ), mais inférieure de 39 % à celle de la France (133,8 GJ) et de 40 % à celle de l'Allemagne (137,0 GJ).
| Source                                                   | 1990  | %    | 2000  | %    | 2010  | %    | 2020  | %     | 2022  | % 2022 | var. 2022/1990 |
| Charbon                                                  | 652   | 30,3 | 956   | 29,9 | 1 307 | 29,5 | 1 674 | 27,2  | 1 616 | 25,1 % | +148 %         |
| Pétrole                                                  | 980   | 45,5 | 1 273 | 39,9 | 1 319 | 29,8 | 1 744 | 28,4  | 1 848 | 28,7 % | +89 %          |
| Gaz naturel                                              | 120   | 5,6  | 529   | 16,6 | 1 314 | 29,7 | 1 663 | 27,0  | 1 760 | 27,3 % | +1372 %        |
| Total fossiles                                           | 1 752 | 81,3 | 2 758 | 86,3 | 3 940 | 89,0 | 5 081 | 82,6  | 5 223 | 81,2 % | +198 %         |
| Hydraulique                                              | 83    | 3,9  | 111   | 3,5  | 186   | 4,2  | 281   | 4,6   | 242   | 3,8 %  | +190 %         |
| Biomasse-déchets                                         | 302   | 14,0 | 272   | 8,5  | 190   | 4,3  | 158   | 2,6   | 219   | 3,4 %  | -28 %          |
| Géothermie, éolien, solaire                              | 19    | 0,9  | 40    | 1,3  | 113   | 2,5  | 633   | 10,3  | 742   | 11,5 % | +3746 %        |
| Total EnR                                                | 404   | 18,8 | 424   | 13,3 | 489   | 11,0 | 1 073 | 17,4  | 1 203 | 18,7 % | +198 %         |
| Solde exp.électricité                                    | -3    | -0,1 | 12    | 0,4  | -3    | -0,1 | -2    | -0,03 | 10    | 0,15 % | ns             |
| Total                                                    | 2 154 | 100  | 3 194 | 100  | 4 426 | 100  | 6 151 | 100   | 6 436 | 100 %  | +199 %         |
| Source des données : Agence internationale de l'énergie. |       |      |       |      |       |      |       |       |       |        |                |

## Consommation finale d'énergie
La consommation finale d'énergie en Turquie (après raffinage, transformation en électricité ou en chaleur de réseau, transport, etc) a évolué comme suit :
| Source                                                   | 1990  | %    | 2000  | %    | 2010  | %    | 2020  | %    | 2021  | % 2021 | var. 2021/1990 |
| Charbon                                                  | 329   | 19,4 | 454   | 18,7 | 621   | 18,9 | 513   | 11,4 | 538   | 11,2 % | +64 %          |
| Produits pétroliers                                      | 853   | 50,4 | 1 094 | 45,2 | 1 189 | 36,2 | 1 671 | 37,1 | 1 739 | 36,1 % | +104 %         |
| Gaz naturel                                              | 30    | 1,8  | 206   | 8,5  | 550   | 16,7 | 1 116 | 24,8 | 1 250 | 25,9 % | +4102 %        |
| Total fossiles                                           | 1 211 | 71,6 | 1 753 | 72,4 | 2 359 | 71,8 | 3 301 | 73,3 | 3 527 | 73,2 % | +191 %         |
| géoth., Solaire th.                                      | 16    | 1,0  | 37    | 1,5  | 76    | 2,3  | 117   | 2,6  | 118   | 2,4 %  | +618 %         |
| Biomasse-déchets                                         | 302   | 17,8 | 270   | 11,2 | 186   | 5,7  | 109   | 2,4  | 114   | 2,4 %  | -62 %          |
| Électricité                                              | 162   | 9,6  | 345   | 14,2 | 612   | 18,6 | 931   | 20,7 | 1 017 | 21,1 % | +529 %         |
| Chaleur                                                  |       |      | 16    | 0,7  | 51    | 1,6  | 46    | 1,0  | 43    | 0,9 %  | ns             |
| Total                                                    | 1 691 | 100  | 2 422 | 100  | 3 285 | 100  | 4 504 | 100  | 4 820 | 100 %  | +185 %         |
| Source des données : Agence internationale de l'énergie. |       |      |       |      |       |      |       |      |       |        |                |

| Filière                                                  | 1990  | %    | 2000  | %    | 2010  | %    | 2020  | %    | 2021  | % 2021 | var. 2021/1990 |
| Industrie                                                | 458   | 27,1 | 829   | 34,2 | 955   | 29,1 | 1 377 | 30,6 | 1 538 | 31,9 % | +236 %         |
| Transport                                                | 386   | 22,8 | 492   | 20,3 | 613   | 18,6 | 1 104 | 24,5 | 1 251 | 26,0 % | +224 %         |
| Résidentiel                                              | 610   | 36,1 | 726   | 30,0 | 811   | 24,7 | 964   | 21,4 | 995   | 20,6 % | +63 %          |
| Tertiaire                                                | 37    | 2,2  | 104   | 4,3  | 397   | 12,1 | 581   | 12,9 | 588   | 12,2 % | +1477 %        |
| Agriculture                                              | 82    | 4,8  | 122   | 5,0  | 207   | 6,3  | 208   | 4,6  | 212   | 4,4 %  | +160 %         |
| Usages non énergétiques (chimie)                         | 118   | 6,9  | 147   | 6,1  | 301   | 9,2  | 270   | 6,0  | 235   | 4,9 %  | +100 %         |
| Total                                                    | 1 691 | 100  | 2 422 | 100  | 3 285 | 100  | 4 504 | 100  | 4 820 | 100 %  | +185 %         |
| Source des données : Agence internationale de l'énergie. |       |      |       |      |       |      |       |      |       |        |                |

## Secteur électrique

### Production d'électricité
L'Energy Institute estime la production d'électricité de la Turquie en 2023 à 328,0 TWh, en baisse de 0,1 % en 2023, mais en progression de 37 % en dix ans, soit 1,1 % de la production mondiale et 8,6 % de celle de l'Europe. La part des combustibles fossiles est de 57,5 % (charbon : 36,1 %, gaz naturel : 21,2 %, pétrole : 0,2 %) et celle des énergies renouvelables de 42 %, dont 19,5 % d'hydroélectricité, 10,4 % d'éolien, 6,2 % de solaire et 5,9 % d'autres EnR (géothermie, biomasse, déchets).
| Source                                                   | 1990  | %    | 2000   | %    | 2010   | %    | 2020   | %    | 2022   | % 2022 | var. 2022/1990 |
| Charbon                                                  | 20,18 | 35,1 | 38,19  | 30,6 | 55,05  | 26,1 | 105,81 | 34,5 | 113,28 | 34,7 % | +461 %         |
| Pétrole                                                  | 3,94  | 6,9  | 9,31   | 7,5  | 2,18   | 1,0  | 0,32   | 0,1  | 0,39   | 0,1 %  | -90 %          |
| Gaz naturel                                              | 10,19 | 17,7 | 46,22  | 37,0 | 98,14  | 46,5 | 70,93  | 23,1 | 74,60  | 22,9 % | +632 %         |
| Total fossiles                                           | 34,31 | 59,6 | 93,71  | 75,0 | 155,37 | 73,6 | 177,07 | 57,7 | 188,28 | 57,8 % | +449 %         |
| Hydraulique                                              | 23,15 | 40,2 | 30,88  | 24,7 | 51,80  | 24,5 | 78,09  | 25,5 | 67,19  | 20,6 % | +190 %         |
| Géothermie                                               | 0,08  | 0,14 | 0,08   | 0,06 | 0,67   | 0,3  | 10,03  | 3,3  | 10,92  | 3,3 %  | x136           |
| Biomasse                                                 |       |      | 0,17   | 0,13 | 0,33   | 0,16 | 4,43   | 1,4  | 7,29   | 2,2 %  | ns             |
| Déchets                                                  |       |      | 0,05   | 0,04 | 0,12   | 0,06 | 0,01   | 0,01 | 0,73   | 0,2 %  | ns             |
| Éolien                                                   |       |      | 0,03   | 0,03 | 2,92   | 1,4  | 24,83  | 8,1  | 35,14  | 10,8 % | ns             |
| Solaire                                                  |       |      |        |      |        |      | 10,95  | 3,6  | 15,23  | 4,7 %  | ns             |
| Total EnR                                                | 23,23 | 40,4 | 31,21  | 25,0 | 55,84  | 26,4 | 128,34 | 41,8 | 136,50 | 41,9 % | +488 %         |
| Autres sources                                           |       |      |        |      |        |      | 1,30   | 0,4  | 1,24   | 0,4 %  | ns             |
| Total                                                    | 57,54 | 100  | 124,92 | 100  | 211,21 | 100  | 306,70 | 100  | 326,01 | 100 %  | +467 %         |
| Source des données : Agence internationale de l'énergie. |       |      |        |      |        |      |        |      |        |        |                |

#### Hydroélectricité
Selon l'International Hydropower Association (IHA), la production hydroélectrique de la Turquie s'est élevée à 66 TWh en 2023, au 12e rang mondial avec 1,5 % du total mondial, loin derrière la Chine (1 226 TWh, 28,9 %) et au 2e rang européen avec 10,4 % du total européen, derrière la Norvège (21,5 %), ex-aequo avec la Suède et devant la France (9,3 %).

#### Géothermie
Les centrales géothermiques ont produit 10,92 TWh en 2022, soit 3,3 % de l'électricité du pays, en progression de 219 % par rapport à 2015.
L'exploration géothermale a commencé en Turquie dans les années 1960 ; depuis lors, 460 champs ont été identifiés. En juin 2019, 57 centrales ont été construites dans 27 de ces champs avec une puissance installée de 1 549 MWe produisant 8,17 TWh/an. Le potentiel hydrothermal du pays est estimé à 4 500 MWe à un prix de 0,1 $/kWh. Depuis 2015, 200 puits de production et 90 puits d'injection ont été forés, portant la puissance installée de 721 MWe à 1 549 MWe. En 2020, la Turquie a 48 MWe en construction et les projets financés en instance de démarrage atteignent 332 MWe. Le secteur privé a financé 90 % des investissemnts réalisés de 2015 à 2019.
L'International Geothermal Association (IGA - Association Internationale de Géothermie) dénombre 397 MW de centrales géothermiques en fonctionnement en Turquie en 2015, en progression de 138 % par rapport à 2013 et de 1827 % depuis 1990. Leur production atteint 3 127 GWh. Ce développement rapide surtout depuis cinq ans est dû à la nouvelle loi sur la géothermie et au tarif d'achat garanti. 225 champs géothermiques ont été découverts en Turquie ; les principales zones de production sont Denizli-Kizildere (107 MWe), Aydin-Germencik (98 MWe), Aydin-Hidirbeyli (68 MWe), Aydin-Pamukören (48 MWe), Aydin-Salavath (35 MWe), Manisa-Alasheir (24 MWe), Aydin-Gümüsköy (7 MWe), Çanakkale-Tuzla (7 MWe), Denizli-Gerali (3 MWe).
Selon l'association américaine Geothermal Energy Association (GEA), les projets en cours ou annoncés en Turquie totalisaient 1 153 MW à la fin 2015.

#### Centrale nucléaire
La Turquie compte en août 2024 quatre réacteurs en construction, de type REP et de modèle VVER V-509, à la centrale nucléaire d'Akkuyu, dont la puissance installée nette est de 4 456 MW. La construction hors-sol du réacteur Akkuyu-1 a débuté le 3 avril 2018, ; celle du réacteur Akkuyu-2 a commencé le 8 avril 2020, celle du réacteur Akkuyu-3 le 10 mars 2021 et celle du réacteur Akkuyu-4 le 21 juillet 2022.
Le gouvernement de Recep Tayyip Erdoğan a donné en 2007 son feu vert à la construction de trois centrales nucléaires, pour une capacité cumulée de 5 000 mégawatts. La mise en service était prévue pour 2012. Lancé en mars 2008, l'appel d'offre prenait fin le 24 septembre 2008, et seule la compagnie russe Atomstroyexport a présenté une offre. La centrale nucléaire d'Akkuyu comptera 4 réacteurs d'une puissance totale de 4,8 GW, coûtera 20 milliards de dollars, et sera construite près de Mersin, sur les bords de la Méditerranée, par Rosatom, qui prévoit la mise en service en 2019. Le chantier a été lancé le 14 avril 2015. Au début avril 2018, les présidents Poutine et Erdogan ont posé la première pierre de la centrale, dont le financement restait alors incertain. Le 22 juillet 2019, le Ministre de l’Énergie et des Ressources naturelles, Fatih Dönmez, a visité le chantier de la centrale d'Akkuyu. Il a confirmé la mise en service de la première unité pour le centième anniversaire de la République de Turquie, en 2023.
L'appel d'offres pour la 2e centrale nucléaire turque, la centrale nucléaire de Sinop dans la province de Sinop, sur les bords de la Mer Noire, a été remporté début avril 2013 par Areva et Mitsubishi, selon des sources japonaises ; la centrale, dont la construction devrait commencer en 2017 pour une entrée en service du premier réacteur en 2023, comptera 4 réacteurs, d'une puissance totale de 4,5 GW, coûtera 22 milliards de dollars (17 milliards d'euros), et sera exploitée par le français GDF Suez. Le gouvernement turc a confirmé le 2 mai 2013 l'attribution du contrat au consortium franco-japonais ; la centrale de Sinop disposera de 4 réacteurs Atmea de 1 100 MW chacun. Le Parlement turc a donné en avril 2015 son accord à la construction de la centrale de Sinop, dont la mise en service est prévue en 2030. Selon Le Figaro, Engie envisagerait de se retirer du projet Sinop, le nucléaire ne faisant plus partie de sa stratégie centrée sur trois grands métiers : les énergies renouvelables, le gaz et ses infrastructures et les services énergétiques. En mars 2018, l'étude de faisabilité du projet montre l'impossibilité de tenir les coûts et les délais du chantier : le montant des travaux atteindrait 30 milliards d'euros, près du double de la première évaluation. Engie et Itochu souhaiteraient se retirer du projet. En octobre 2022, Rosatom annonce avoir engagé des négociations avec la Turquie pour la construction de la centrale de Sinop.
En mars 2020, l’énergéticien public turc EUAS a signé avec Rolls-Royce Holdings plc une déclaration d’intention portant sur la réalisation d'une étude relative à l’utilisation de petits réacteurs modulaires (PRM ou SMR) en Turquie. Rolls-Royce dirige un consortium d’entreprises britanniques consacré à la construction au Royaume-Uni du UK SMR, réacteur d'une puissance comprise entre 220 et 440 MW dont le coût de production de l’électricité est annoncé à 60 livres sterling/MWh (environ 8 c€/kWh).

#### Éolien
L'Energy Institute estime la production éolienne de la Turquie en 2023 à 34,1 TWh, soit 1,5 % de la production éolienne mondiale, au 11e rang mondial, loin derrière la Chine : 38,1 %, les États-Unis : 18,5 % et l'Allemagne : 6,1 %. La part de l'éolien dans la production d'électricité turque est estimée à 10,4 %.

#### Solaire
L'Energy Institute estime la production solaire de la Turquie à 20,5 TWh, soit 1,2 % de la production mondiale, au 15e rang mondial en 2023, loin derrière la Chine (35,6 %) et les États-Unis (14,7 %). La part du solaire dans la production d'électricité du pays est estimée à 6,2 %.

### Consommation d'électricité

#### Statistiques de consommation
La consommation d'électricité par habitant s'élève en 2022 à 3,5 MWh en Turquie, presque égale à la moyenne mondiale : 3,6 MWh, et inférieure de 47 % à celle de la France : 6,6 MWh et de 73 % à celle des États-Unis : 12,9 MWh.
La répartition par secteur de la consommation finale d'électricité a évolué comme suit :
| Secteur                                                  | 1990 | %    | 2000 | %    | 2010  | %    | 2020  | %    | 2022  | % 2022 | var. 2022/1990 |
| Industrie                                                | 27,3 | 60,8 | 46,1 | 53,7 | 77,3  | 45,5 | 116,1 | 44,9 | 134,1 | 47,8 % | +390 %         |
| Transport                                                | 0,3  | 0,8  | 0,8  | 0,9  | 0,6   | 0,3  | 1,4   | 0,6  | 1,7   | 0,6 %  | +397 %         |
| Résidentiel                                              | 9,1  | 20,2 | 23,9 | 27,8 | 41,4  | 24,4 | 60,7  | 23,5 | 61,7  | 22,0 % | +581 %         |
| Tertiaire                                                | 7,4  | 16,5 | 22,1 | 25,7 | 45,1  | 26,5 | 69,0  | 26,7 | 69,6  | 24,8 % | +840 %         |
| Agriculture                                              | 0,6  | 1,3  | 3,1  | 3,6  | 5,4   | 3,2  | 11,4  | 4,4  | 13,5  | 4,8 %  | +2253 %        |
| Pêche                                                    |      |      |      |      | 0,15  | 0,09 | 0,15  | 0,06 | 0,15  | 0,05 % | ns             |
| Total                                                    | 45,0 | 100  | 95,9 | 100  | 170,0 | 100  | 258,7 | 100  | 280,8 | 100 %  | +525 %         |
| Source des données : Agence internationale de l'énergie. |      |      |      |      |       |      |       |      |       |        |                |

#### Voitures électriques
Le 27 décembre 2019, le président Recep Tayyip Erdogan a présenté la première voiture turque de la marque Togg (Turkey’s Automobile Initiative Group) ; il s'agit d'un SUV électrique dont l'autonomie serait de 300 à 500 km ; le constructeur prévoit cinq modèles d’ici à 2030. La commercialisation du SUV est prévue pour 2022. Il sera assemblé dans une usine installée à Bursa, au sud d’Istanbul, qui pourra produire jusqu’à 175 000 véhicules par an. Au total, 3,3 milliards d’euros vont être investis sur le site qui comptera à terme 4 000 salariés et créera plus de 20 000 emplois. L’État s’est engagé à acquérir 35 000 véhicules d’ici à 2035 et à accélérer le déploiement des infrastructures de charge. Il détient 5 % du consortium TOGG, composé de cinq entreprises privées turques.
La construction de l'usine de Togg a commencé en 2020 à Gemlik, dans la province de Bursa. Son inauguration est prévue en novembre 2022 et le début de la production en mars 2023. Les batteries seront fournies par une coentreprise montée par Togg avec le chinois Farasis , et produite dans une gigafactory à proximité de l'usine. Togg commercialisera ses voitures en Turquie dans un premier temps, puis en Europe douze à quinze mois plus tard. Le marché turc pour les véhicules électriques est étroit : seules 2 000 voitures à batterie ont été immatriculées dans le pays l'an dernier, et le parc total est estimé à 6 000 unités. Le gouvernement n'a pas accordé d'aides à l'achat et le réseau de bornes de recharge est embryonnaire, mais des appels d'offres ont été lancés, et Togg a répondu à certains d'entre eux pour disposer de son propre réseau de recharge. Togg espère vendre un million de voitures d'ici 2030.

## Réseaux de chaleur
La chaleur issue des centrales de cogénération et distribuée par les réseaux de chaleur représentait 43,4 PJ en 2021, soit 0,9 % de la consommation finale d'énergie du pays, destinée uniquement à l'industrie. Elle était produite en 2022 à partir de combustibles fossiles pour 55,7 % (charbon : 5,0 %, pétrole : 4,5 %, gaz naturel : 46,2 %), de biomasse pour 12,3 % et d'autres sources pour 32,0 %. La production de chaleur a progressé de 287 % entre 2000 et 2022, atteignant 65 PJ en 2022. En 2021, elle s'élevait à 64,8 PJ, à comparer avec l'Allemagne : 470 PJ, la France : 191 PJ, la Chine, n°1 mondial : 6 981 PJ, la Russie (n°2) : 5 619 PJ.

## Impact environnemental
L'Energy Institute estime les émissions de CO2 liées à l'énergie à 411,1 Mt en 2023, soit 1,2 % des émissions mondiales.
Les émissions de gaz à effet de serre (GES) dues à la combustion en Turquie s'élevaient en 2022 à 378,8 Mt d'équivalent CO2, en hausse de 184 % depuis 1990.
Les émissions de CO2 dues à la combustion par habitant étaient en 2022 de 4,40 t CO2, supérieures de 3 % à la moyenne mondiale : 4,26 t/hab (en 2021) et de 9 % à celles de la France : 4,03 t/hab, mais inférieures de 26 % à celle de l'Union européenne : 5,93 t/hab, de 39 % à celles de l'Allemagne : 7,21 t/hab et de 68 % à celles des États-Unis : 13,64 t/hab.
|                                             | 1971 | 1990  | 2022  | var. 2022/1971 | var. 2022/1990 | var.UE27 2022/1990 |
| Émissions GES (Mt CO2)                      | 44,6 | 133,4 | 378,8 | x8,5           | +184 %         | -28,3 %            |
| Émissions CO2/habitant (t CO2)              | 1,15 | 2,34  | 4,40  | +283 %         | +88 %          | -28,4 %            |
| Source : Agence internationale de l'énergie |      |       |       |                |                |                    |

| Combustible                                 | 1971 Mt CO2 | 1990 Mt CO2 | 2022 Mt CO2 | %     | var. 2022/1990 | var. UE27 2022/1990 |
| Pétrole                                     | 25,7        | 62,1        | 120,2       | 32 %  | +94 %          | -21 %               |
| Gaz naturel                                 | -           | 6,3         | 95,5        | 25 %  | x15,2          | +22 %               |
| Charbon                                     | 16,8        | 62,4        | 155,8       | 41 %  | +150 %         | -57 %               |
| Total                                       | 44,6        | 133,4       | 378,8       | 100 % | +184 %         | -28,3 %             |
| Source : Agence internationale de l'énergie |             |             |             |       |                |                     |

| | Émissions 2021      | part du secteur | Émissions/habitant | Émiss./hab. UE-27 |
| Secteur | Millions tonnes CO2 | %               | tonnes CO2/hab.    | tonnes CO2/hab.   |
| Secteur énergie hors élec. | 16,6                | 4 %             | 0,20               | 0,37              |
| Industrie et construction | 149,6               | 37 %            | 1,78               | 1,50              |
| Transport | 90,2                | 22,5 %          | 1,07               | 1,74              |
| dont transport routier | 84,8                | 21 %            | 1,01               | 1,64              |
| Résidentiel | 67,4                | 17 %            | 0,80               | 1,21              |
| Tertiaire | 60,2                | 15 %            | 0,71               | 0,74              |
| Total | 400,8               | 100 %           | 4,76               | 5,76              |
| Source : Agence internationale de l'énergie * après ré-allocation des émissions de la production d'électricité et de chaleur aux secteurs de consommation |                     |                 |                    |                   |

Les émissions de la Turquie par habitant sont largement inférieures à celles de l'Union européenne dans le résidentiel et le transport, mais supérieures dans l'industrie et presque égales dans le tertiaire.